# David Vetter
Pour les articles homonymes, voir Vetter.
David Phillip Vetter, né le 21 septembre 1971 à Houston et mort le 22 février 1984 à Dobbin au Texas est un Américain atteint d'un déficit immunitaire combiné sévère (DICS), une maladie génétique qui affaiblit considérablement le système immunitaire. 
Les personnes nées avec un DICS sont anormalement sensibles aux infections, et l'exposition à des agents pathogènes généralement inoffensifs peut être fatale.
Les médias surnommaient Vetter David, the bubble boy (« David, le garçon bulle »), en référence au système de confinement complexe utilisé pour la gestion de son DICS. Le nom de famille de Vetter n'a été révélé au grand public que dix ans après sa mort, afin de préserver l'anonymat de sa famille.
Pendant ses premières années, il a vécu principalement au Texas Children's Hospital (en) à Houston, au Texas. En grandissant, il a vécu de plus en plus chez ses parents et sa sœur aînée Katherine à Dobbin, au Texas. Il est mort en 1984 à l'âge de douze ans.